# Skipsfjorden (Torsken)
Skipsfjorden es una ramificación del fiordo Torskenfjorden en Torsken, en la costa oeste de la isla de Senja, localizada en Troms, Noruega.
La desembocadura del fiordo se extiende entre Selneset por el oeste y Galgeneset en el este. Recorre 1,5 km en dirección a  Skipsfjordbotn.
Torsken se localiza en la desembocadura de Selneset. La montaña Skipstinden está a lo largo del lado norte de Skipsfjorden y asciende hasta 576 m.s.n.m, pero el punto más alto llega a 715 m, que se encuentra un poco más al noreste.